# Mariano Horno Liria
Mariano Horno Liria (Illueca, 1923 - Zaragoza, 2008) fue un médico ginecológico, periodista y político que ejerció de alcalde de Zaragoza entre 1970 y 1976.
Hijo de Ricardo Horno Alcorta, también Alcalde de Zaragoza, estudió medicina aunque prácticamente no ejerció por dedicarse a la política. En 1970 sustituyó a Cesáreo Alierta en la alcaldía, que mantuvo hasta 1976 y los albores de la democracia. De su etapa se recuerda el auge del movimiento vecinal zaragozano, el comienzo del abandono de los Tranvías de Zaragoza. También fue procurador en las Cortes Franquistas en 1966 y 1971. Tras la transición participó en Alianza Popular, liderando infructuosamente las listas al Congreso de los Diputados por Zaragoza en 1977.